# Fiat 241
Fiat 241 a fost un vehicul utilitar lejer produs de Fiat între 1965 și 1974. Acesta avea o capacitate de încărcare de peste 1400 kg și era disponibil în variante de camion, van și șasiu gol. Modelul a fost introdus ca înlocuitor pentru pickup-ul 1100T, care a încetat producția în 1964.

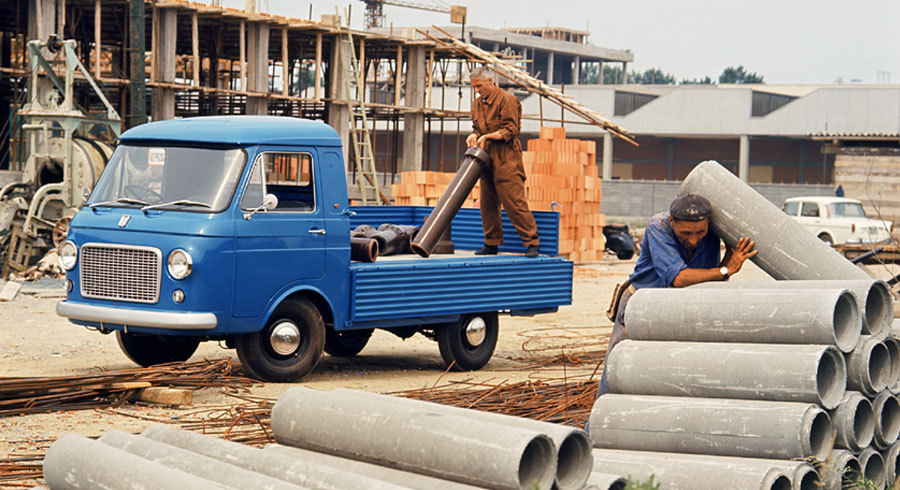
Fiat 241 Pickup van cu platformă rabatabilă, versiune din 1967

Fiat 241 a fost oferit în paralel cu Fiat 238. În timp ce 238 avea tracțiune față, 241 dispunea de tracțiune spate. Motorul din modelul 241 era amplasat central în cabina vehiculului, spre deosebire de 238, ale cărui motor era amplasat sub banca pasagerului, astfel încât 241 avea doar două locuri. Acesta a fost disponibil cu două opțiuni de motorizare: pe benzină (1.481 cm³ OHV, derivat din motorul 1.500C al Fiat 124) care producea 51 CP, cu o transmisie manuală cu 4 trepte, și diesel (1.9 l, 1.895 cm³, același motor ca la Campagnola, care producea 47 CP).
Suspensia frontală era independentă cu arcuri elicoidale, iar la spate se aflau arcuri semi-elliptice susținute de amortizoare telescopice și bară stabilizatoare pe ambele punți. Lungimea totală a vehiculului era de aproximativ 4.500 mm, cu o distanță dintre axe de 2.300 mm și o zonă de încărcare de 2.900 mm x 1.600 mm. Era disponibil în versiuni cu platformă rabatabilă, șasiu și pickup. Modelul a fost ulterior înlocuit de Fiat 242.